# Boulengerula changamwensis
Boulengerula changamwensis là một loài lưỡng cư thuộc họ Caeciliidae.
Loài này có ở Kenya, Malawi, và có thể cả Tanzania.
Môi trường sống tự nhiên của chúng là rừng khô nhiệt đới hoặc cận nhiệt đới, vùng núi ẩm nhiệt đới hoặc cận nhiệt đới, vườn nông thôn, và rừng thoái hóa nghiêm trọng.
Chúng hiện đang bị đe dọa vì mất môi trường sống.